# 張瑞芳

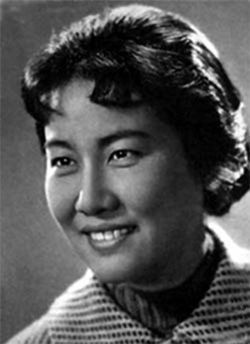
1962年新中国人民演员照片

張瑞芳（1918年6月15日—2012年6月28日），女，河北保定人，中国电影表演艺术家，百花影后，金雞獎與金鳳凰獎終身成就獎得主。毕业于国立北平艺术专科学校，先後任中國電影表演藝術學會副會長、会长、榮譽會長。榮獲。

## 生平
1918年，张瑞芳出生在直隶省保定。
1935年，张瑞芳在北平国立艺术专科学校西洋画系学习艺术。
1937年，抗日战争爆发，张瑞芳加入“民族解放先锋队”，跟从“北平学生战地移动剧团”在全国宣传抗日救亡运动。
1938年，张瑞芳来到重庆，并且加入中国共产党，在怒吼剧社、中华剧艺社等剧团担任演员。
1940年代，张瑞芳在抗日戰爭的大後方重慶電影、話劇上大受歡迎，與白楊、舒繡文和秦怡并稱為中國影劇界四大名旦。 1942年演出郭沫若創作的話劇《屈原》中的嬋娟，引起強烈迴響。
1962年在中國內地被選為“新中國二十二大電影明星”，次年憑藉根據1960年在中國內地社會引起強烈反響的小說改編、 并大受歡迎的喜劇電影《李雙雙》榮獲百花獎影后桂冠。
1965年著名導演鄭君裡翻拍北朝鮮影片《紅色宣傳員》， 將之改編為東北朝鮮族婦女宣傳委員為主角的《李善子》選中張瑞芳。影片拍攝完畢之後卻遭到了江青的阻撓導致影片被禁，再也未能公映。 之後文化大革命爆發，在上海少教所坐牢兩年八個月之後，張瑞芳被轉到農場幹校進行勞動改造。
2010年6月15日，作為現任中國電影表演藝術學會副會長的趙薇代表學會去醫院探望了榮譽會長張瑞芳。張瑞芳則笑稱自己是趙薇的影迷，也很喜歡《還珠格格》。 同年11月20日在上海影城隆重举行“张瑞芳银幕生涯70年学术研讨暨中国电影文化传承论坛系列活动”。該活動由中國華夏文化遺產基金會、中國電影表演藝術學會、中國電影基金會、中國電影家協會、上影集團主办；上海電影評論協會等單位承辦。
2012年6月28日21点38分，张瑞芳在上海华东医院逝世。

## 作品

### 電影
| 年份   | 英文名                 | 中文名         | 角色   | 备注                             |
| ------ | ---------------------- | -------------- | ------ | -------------------------------- |
| 1940年 | Fire Baptism           | 火的洗礼       | 方茵   |                                  |
| 1947年 | On the Songhua River   | 松花江上       | 妞兒   |                                  |
| 1952年 | Civil war              | 南征北战       | 趙玉敏 |                                  |
| 1957年 | The Song of Phoenix    | 凤凰之歌       | 金鳳   |                                  |
| 1958年 | By The River           | 三八河边       | 陳淑貞 |                                  |
| 1959年 | Nie Er                 | 聂耳           | 鄭雷電 |                                  |
| 1959年 | Always Colorful Spring | 万紫千红总是春 | 王彩鳳 |                                  |
| 1962年 | Li Shuangshuang        | 李双双         | 李雙雙 | 第二屆大眾電影百花獎：最佳女主角 |
| 1964年 | Li Shanzi              | 李善子         | 不明   |                                  |
| 1979年 | Streaming              | 大河奔流       | 李麥   |                                  |
| 1979年 | Roar! The Yellow River | 怒吼吧！黄河   | 阿丹   |                                  |
| 1982年 | Fountain Jingling      | 泉水叮咚       | 陶奶奶 |                                  |

### 参演话剧
| 时间         | 名称             | 饰演   |
| ------------ | ---------------- | ------ |
| 20世纪30年代 | 《棠棣之花》     | 婵娟   |
| 20世纪30年代 | 《家》           | 瑞珏   |
| 20世纪30年代 | 《北京人》       | 愫芳   |
| 20世纪30年代 | 《屈原》         | /      |
| 20世纪30年代 | 《打鬼子去》     | 张大嫂 |
| 20世纪30年代 | 《七·二八之夜》  | /      |
| 20世纪30年代 | 《林中口哨》     | /      |
| 1931年       | 《放下你的鞭子》 | /      |
| 1927年       | 《名优之死》     | /      |

## 著作
- 《难以忘怀的昨天》1998 学林出版社
- 《岁月有情：张瑞芳回忆录》中央文献出版社 / 2005-12

## 榮譽
- 1962年 中華人民共和國二十二大電影明星

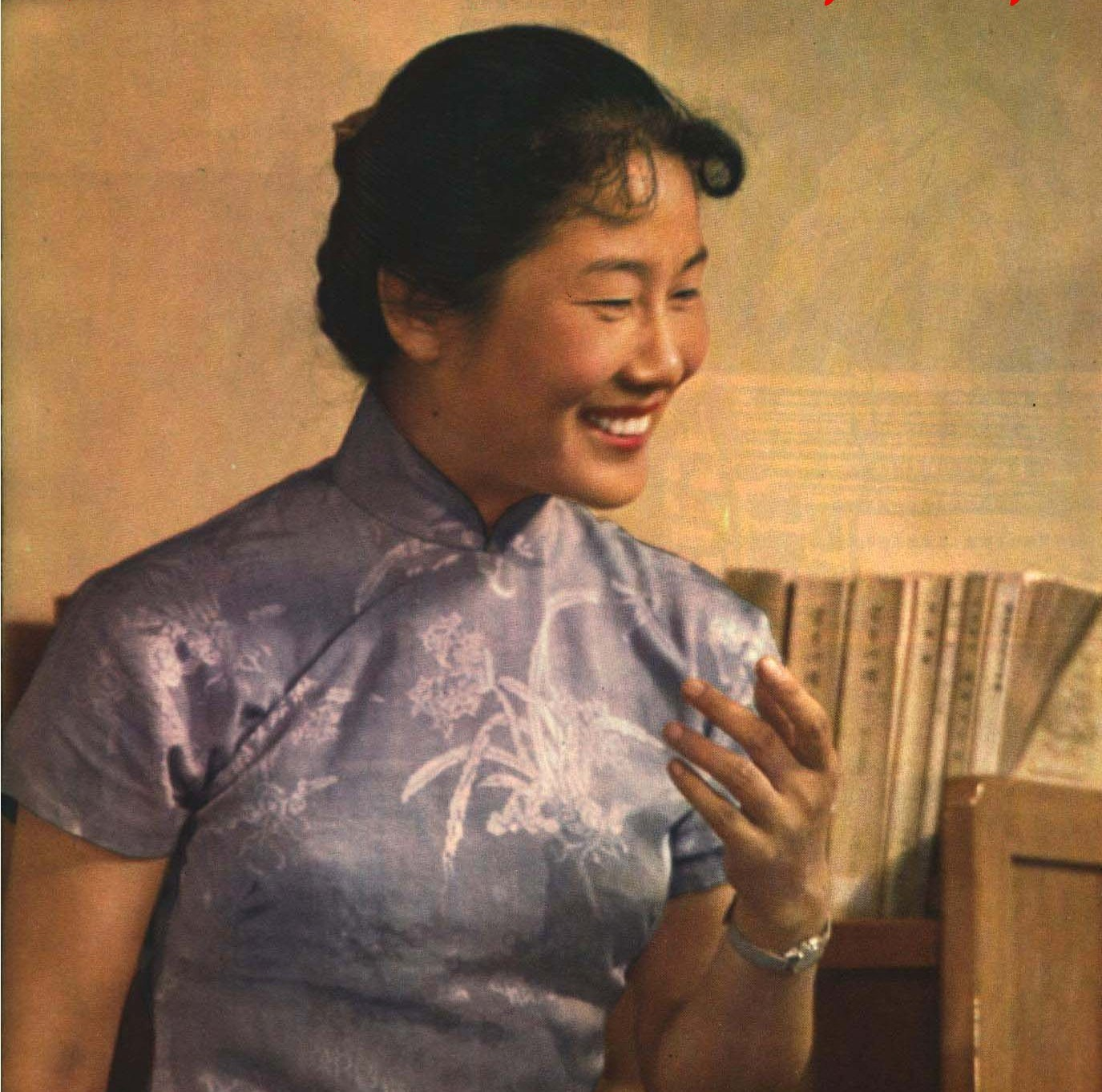
1963年的张瑞芳

- 1963年 第二屆大眾電影百花獎：最佳女主角（《李雙雙》）
- 1993年 中國電影金鳳凰獎：榮譽獎
- 2003年 中國電影金鳳凰獎：終身成就獎
- 2007年 上海國際電影節：華語電影傑出成就獎
- 2007年 中國電影金雞獎：終身成就獎

## 家庭
父亲张基曾担任保定市陆军军官学校炮科科长。
前夫余克稷，在重庆结婚，5年后离婚。
前夫金山，1953年因金山出轨孙维世离婚。
丈夫严励，与金山离婚后结婚。1999年严励去世。